# Pimpla pedalis
Pimpla pedalis är en stekelart som beskrevs av Cresson 1865. Pimpla pedalis ingår i släktet Pimpla och familjen brokparasitsteklar. Inga underarter finns listade i Catalogue of Life.